# Senali
Senali is een bestuurslaag in het regentschap Bengkulu Utara van de provincie Bengkulu, Indonesië. Senali telt 1086 inwoners (volkstelling 2010).